# 軟管

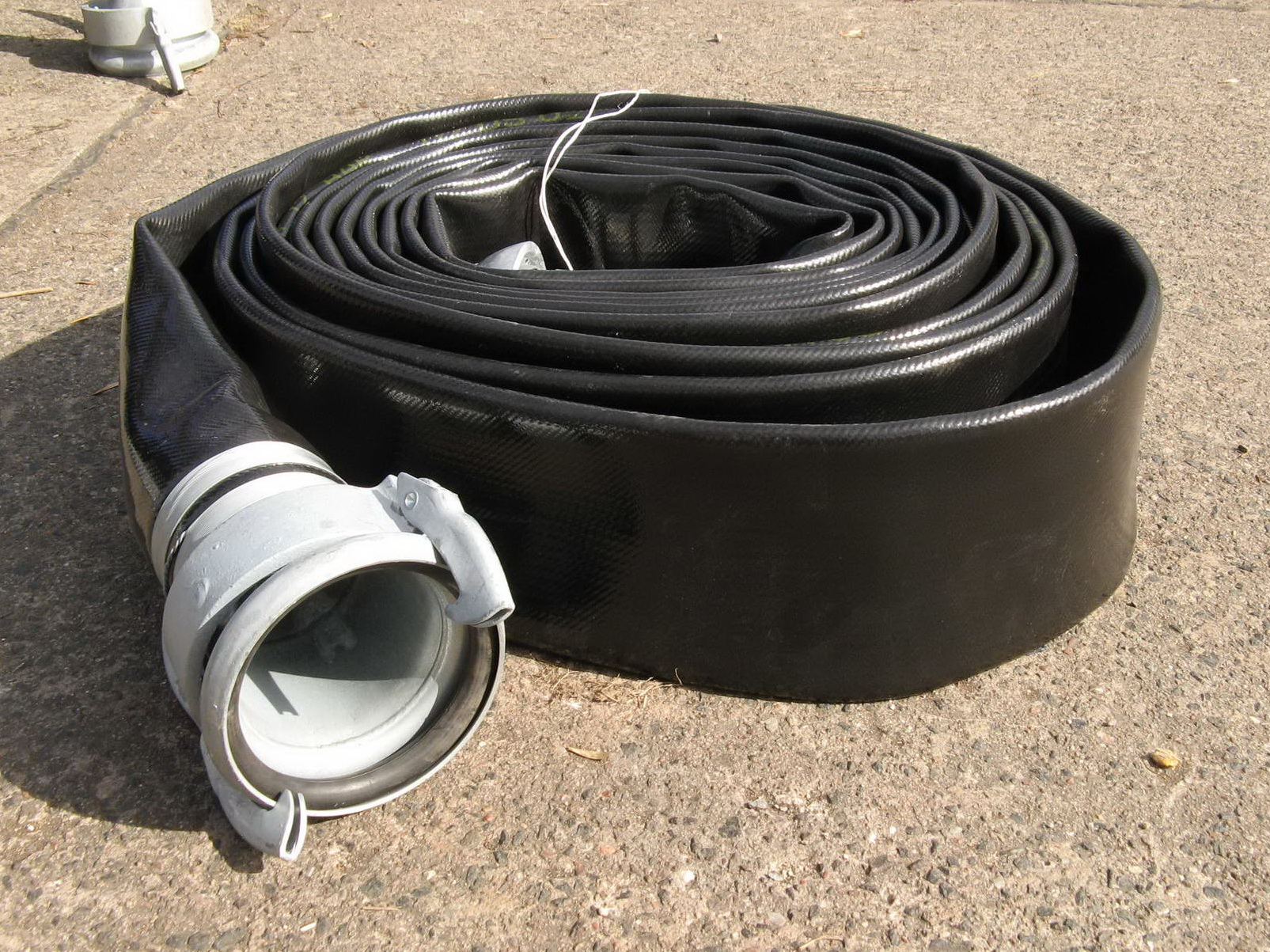
水管

软管是一种柔性空心管，用于将液体从一个地方输送到另一个地方。拉長直立起來的软管的形状通常是圆柱体，不過軟管可以卷起來。根据所需的环境和压力等级，軟管大多使用尼龙、聚氨酯、聚乙烯、聚氯乙烯、聚四氟乙烯、合成橡胶或天然橡胶等材料製成。
當選擇工業用軟管時，需考慮其材質與表面處理，例如霧面酸洗、外拋光、光亮退火（BA級）等不鏽鋼金屬軟管，或其他材質如PU管、PU伸縮管、氟素樹脂管、鐵氟龍披覆不鏽鋼絲管、PVC夾紗管等。軟管的選擇應根據其工作環境，包括所接觸的介質、最低與最高溫度、內外部壓力範圍來決定，確保適用於特定應用需求。此外，安裝方式與使用場景（如靜態或動態應用）也會影響軟管的長度與配置。值得注意的是，軟管及卡套管的長期使用會影響系統的性能，維護與更換計畫應納入考量。產品目錄中標示的爆裂壓力與工作壓力僅適用於全新產品，因此在實際應用時，需綜合考慮系統的安全性與耐用性。